# Tetrabrachium ocellatum
Tetrabrachium ocellatum  (лат.) — вид лучепёрых рыб из монотипического рода  Tetrabrachium  семейства тетрабрахиевых (Tetrabrachiidae). До выделения новых рода и вида был единственным представителем семейства. Отличается от близкородственного вида Dibrachichthys melanurus разделённым на две части грудным плавником, который у D. melanurus цельный .

## Этимология
Название рода происходит от др.-греч.  τέσσερα  — четыре и лат.  brachium — часть руки от локтя до кисти, что отражает наличие у представителей данного рода двух грудных плавников, каждый из которых разделён на две части, т. е. при движении рыбы кажется, что она передвигается на четырёх конечностях. Видовое название происходит от лат.  ocellus  – глаз, что обращает внимание на глазоподобные пятна на теле.

## Описание
Тело сильно сжато с боков. Рот маленький. Маленькие глаза расположены на верху головы. На затылке явно выраженный горб. Плавательный пузырь отсутствует. В спинном плавнике 16—17 мягких лучей, а в анальном 11—12 мягких лучей. Грудной плавник с 9 лучами, подразделён на две части. На нёбе зубы отсутствуют. Максимальная длина тела 7 см.

## Ареал
В западной части Тихого океана встречаются в прибрежных водах от Индонезии и юга Новой Гвинеи до Арафурского моря, в восточной части Индийского океана — у побережья северной и западной Австралии. Обитают в прибрежье и на континентальном шельфе до глубины 50 м над мягкими грунтами .